# Халк
Халк (англ. Hulk), настоящее имя — доктор Ро́берт Брюс Бэ́ннер (англ. Dr. Robert Bruce Banner) — супергерой комиксов издательства Marvel Comics.
Халк был создан Стэном Ли и Джеком Кирби и впервые появился в комиксе «Невероятный Халк» #1 (май 1962). С тех пор он стал одним из самых узнаваемых персонажей. Впервые в телесериале живого действия «Невероятный Халк» (1978) Бэннера сыграл Билл Биксби, а Халка — Лу Ферриньо, и последующих телефильмах «Невероятный Халк: Возвращение» (1988), «Невероятный Халк: Испытание» (1989) и «Смерть невероятного Халка» (1990). Эрик Бана исполнил роль Брюса Бэннера / Халка в фильме «Халк» (2003). В медиафраншизе «Кинематографическая вселенная Marvel» (КВМ) роль Брюса Бэннера / Халка исполнил сначала Эдвард Нортон в фильме «Невероятный Халк» (2008), а затем Марк Руффало в фильмах «Мстители» (2012), «Железный человек 3» (2013), «Мстители: Эра Альтрона» (2015), «Тор: Рагнарёк» (2017), «Мстители: Война бесконечности» (2018), «Капитан Марвел» (2019), «Мстители: Финал» (2019) и «Шан-Чи и легенда десяти колец» (2021), а также в сериале «Женщина-Халк: Адвокат» (2022) и мультсериале «Что, если…?» (2021).

## История публикаций

### Дебют и первая серия
Впервые Халк появился в комиксе The Incredible Hulk #1 (май 1962), созданном автором Стэном Ли, художником-соавтором Джеком Кирби и инкёром Полом Рейнманом. В то время комикс стоил всего 12 центов. В первом выпуске Халк был не зелёным, а серым. Автор и главный редактор Marvel, Стэн Ли, хотел использовать такой цвет кожи, который бы не принадлежал какой-либо этнической группе. Однако колорист Стэн Голдберг настоял на том, что это невозможно, поскольку цветовая технология того времени не могла представлять серый цвет ясно или постоянно, из-за чего в выпуске были разные оттенки серого и даже зелёный. Начиная со 2-го выпуска (июль 1962), Голдберг перекрасил кожу Халка в зелёный цвет. Зелёный использовался в пересказе происхождения, даже перепечатки оригинальной истории два последующих десятилетия перекрашивались. В The Incredible Hulk vol. 2 #302 (декабрь 1984) серый Халк был заново представлен в воспоминаниях, имевших место близ оригинальной истории. Это было повторно подтверждено в vol. 2 #318 (апрель 1986), показавшем, что Халк был серым во время своего появления. С тех пор перепечатки первого выпуска демонстрировали оригинальный серый цвет (как, например, в ежегоднике 1999 года, в котором рассказывалась более современная история появления Халка).
Первая серия была отменена после шести выпусков, последний был датирован мартом 1963. Каждую историю написал Стэн Ли, первые пять нарисовал Джек Кирби, а шестую нарисовал и покрасил Стив Дитко. Персонаж принял участие в «Fantastic Four» (Фантастическая четвёрка) #12 (март 1963) и спустя месяцы стал участником-основателем команды «Мстители», появившись только в первых двух выпусках серии этой команды супергероев (сентябрь и ноябрь 1963) и возвращаясь как противник в выпусках № 3 и 5 (январь и май 1964). Затем он принял участие в The Amazing Spider-Man #14 (июль 1964).

### Tales to Astonish
Через полтора года после отмены его серии Халк стал резервным героем в 60-м выпуске «Tales to Astonish» (Изумляющие рассказы) в октябре 1964. В предыдущем выпуске он появлялся как противник Великана, звезды комикса. Эти новые истории поначалу писал Ли, а иллюстрировали художник Дитко и контуровщик Джордж Руссос. Позже другими художниками этой серии становились Кирби, в № 68-84 (июнь 1965 — октябрь 1966) делавший полный рисунок или чаще зарисовки для других художников; Гил Кейн, названный «Скоттом Эдвардсом» в № 76 (февраль 1966); Билл Эверетт в № 78-84 (апрель — октябрь 1966); и Джон Бьюсема. Мэри Северин закончила работу над Халком в Tales to Astonish; начиная с № 102 (апрель 1968). Комикс был переименован в The Incredible Hulk и продлился до марта 1999, когда Marvel его отменила, а затем заново начала серию с нового выпуска № 1.
Эта серия историй представила читателям периодических злодеев, таких как Лидер, ставший архиврагом Халка, и Мерзость, другое гамма-облучённое существо. В выпуске № 77 личность Халка стала публично известной.

### 1970-е
The Incredible Hulk издавался в 1970-х, а также Халк появлялся как приглашённый гость в других комиксах. В 1977, после выхода известного (в Америке) телесериала, Marvel запустила вторую серию «The Rampaging Hulk» (Неистовый Халк), журнал комиксов, нацеленный на аудиторию сериала. Авторы также представили двоюродную сестру Бэннера, Дженнифер Уолтерс, известную как Женщину-Халк и появившуюся в собственном издании. Бэннер сделал Уолтерс переливание своей крови, в результате чего на неё повлияла гамма-радиация, но она сохранила большую часть интеллекта.
Авторы за десятилетие менялись несколько раз. Временами в команду создателей входили Арчи Гудвин, Крис Клейрмонт и Тони Изабелла; Лен Уэйн создал за 1970-е многие истории, работая сначала с Гербом Тримпом, а затем в 1975 с Сэлом Бьюсемой, который был регулярным художником в течение 10 лет. Харлан Эллисон придумал сюжет истории, сценарий которой написал Рой Томас, для выпуска № 140 (июнь 1971).

### 1980-е и 1990-е
После Роджера Стерна автором серии с выпуска № 245 (март 1980) стал Билл Мантло. Его истории «Перекрёсток Вечности», продлившиеся с выпуска № 300 (октябрь 1984) до № 313 (ноябрь 1985), рассказывали о том, что Бэннер в детстве подвергался насилию. Грег Пак, более поздний автор 2-го тома The Incredible Hulk, назвал истории «Перекрёстка» Мантло одним из крупнейших влияющих на подход к персонажу факторов. После пяти лет Мантло и художник Майк Мингола оставили комикс, чтобы перейти к «Alpha Flight» (Альфа-Полёт), и к работе над серией приступил автор Джон Байрн, за которым ненадолго последовал Эл Мингром, прежде чем появился новый регулярный автор Питер Дэвид.
Дэвид стал автором серии с выпуска № 331 (май 1987) и остался им на 12 лет. Работа Дэвида изменила дохалковскую характеристику Бэннера и природу отношений Бэннера и Халка. Дэвид вернулся к сюжетам о насилии Стерна и Мантло, расширив причинённый вред и изобразив Бэннера страдающим от расщепления личности. Истории Дэвида показали, что у Бэннера были серьёзные душевные проблемы задолго до того, как он стал Халком. Дэвид значительно преобразовал его личность, дав серому Халку псевдоним «Джо Фиксит» и представив его как морально двусмысленного вышибалу из Вегаса и крутого парня. Во время работы над серией Дэвид сотрудничал с несколькими художниками, включая Дэйла Кеауна, Гэри Фрэнка, Терри Додсона, Майка Деодато-младшего, Джорджа Переса и Адама Куберта.
В выпуске № 377 (январь 1991) Дэвид снова преобразовал Халка, используя сюжетную линию с участием гипноза, чтобы заставить расщепленные личности Бэннера и Халка синтезироваться в нового Халка, имевшего огромную силу Дикого Халка, хитрость Серого Халка и интеллект Брюса Бэннера.
В 1993 году в № 403 в комиксе снова появился уже отказавшийся от своей силы Джаггернаут, который сразился с Профессором Халком, самым слабым воплощением, и победил по заказу Красного Черепа, чтобы взять Халка в плен. Но в выпуске № 404 Кейн, вернувший себе всю мощь, совершает ошибку, и Дикий Халк вырывается из-под контроля и глубин сознания Брюса Бэннера и с лёгкостью избивает Джаггернаута до полусмерти.
В минисерии «Future Imperfect» (Будущее несовершенно) 1993 года автор Дэвид и художник Джордж Перес представили читателям антиутопичное будущее Халка. Называя себя Маэстро, Халк правит миром, где большинство героев убиты, и только Рик Джонс и маленькая группа повстанцев сражаются против правления Маэстро. Ближе к концу, казалось бы, уничтоженный Маэстро возвращается в The Incredible Hulk #460, также написанном Дэвидом.
В 1998-м Дэвид последовал предложению редактора Бобби Чейза убить Бетти Росс. В предисловии к коллекционному изданию Халка «Beauty and the Behemoth» (Красавица и Неуклюжий) Дэвид сообщает, что его жена недавно оставила его и это становится ключевым моментом сюжета. Последним выпуском Дэвида был «Hulk» № 467 (авг. 1998), его 137-й.
Также в 1998-м Marvel перезапустила The Rampaging Hulk, на сей раз как обычный комикс, а не журнал комиксов.

### Перезапуск
Вследствие ухода Дэвида новым автором во время перезапуска серии после выпуска № 474 (март 1999) стал Джо Кейси. Халк-2 начался сразу в следующем месяце сценариями Джона Байрна и рисунками Рона Гарни. Байрн ушёл до конца первого года, заявив о творческих разногласиях.
Эрик Ларсен и Джерри Ордвей недолго выполняли обязанности сценаристов вместо него, и название вернулось к The Incredible Hulk vol. 3 с прибытием Пола Дженкинса в выпуске № 12 (март 2000).
Дженкинс написал историю, в которой Бэннер и три Халка (Дикий, Серый и Объединённый, ныне считающийся отдельной личностью и упоминаемый как «Профессор») смогли мысленно взаимодействовать друг с другом и каждая личность пыталась занять их общее тело. Во время этого четыре личности (включая Бэннера) столкнулись с ещё одним подавляемым Халком, садистский Халк намеревался напасть на мир в целях мести. Дженкинс также создал в выпуске № 14 (май 2000) Джона Райкера, безжалостного военного генерала, стоявшего во главе первоначального испытания гамма-бомбы, которое привело к созданию Халка, и планирующего создать подобных существ. Действия Райкера ненадолго вылились в то, что Бэннер стал садистским Халком, прежде чем четыре других личности подавили зверя.
Следующим автором серии стал Брюс Джонс, и в его работе Бэннер предстал использующим йогу для контроля над Халком, в то время как его преследовал тайный заговор и ему помогал загадочный Мистер Синий. Джонс приложил к своей работе над Incredible Hulk из 43-х выпусков мини серию «Hulk/Thing: Hard Knocks» (Халк и Существо: Сильные удары, ноябрь 2004 — февраль 2005), которую Marvel издала после приостановления выхода постоянной серии.
Питер Дэвид, изначально подписавший контракт на мини-серию из шести выпусков Tempest Fugit, вернулся как автор, когда было решено вместо этого сделать историю, теперь только из пяти частей, частью постоянной серии.
Дэвид подписал контракт завершить год на комиксе. Tempest Fugit раскрыла, что Кошмар манипулировал Халком годами, мучая его разными способами за «неудобства», которые Халк ему доставил, включая садистского Халка, представленного Дженкинсом. После привязки из четырёх частей к кроссоверу «Дом М» и выпуска-эпилога Дэвид вновь оставил серию, объяснив, что ради карьеры ему нужно делать не связанную с Халком работу.

### Планета Халка и Мировая война Халка
В 2006 в кроссовере «Планета Халка», в котором автором основной сюжетной линии был Грег Пэк, секретная группа супергероев, Иллюминаты, считают Халка недопустимой потенциальной угрозой Земли и запускают его в космос, чтобы он смог вести мирное существование на планете, на которой нет разумной жизни. После сбоя траектории Халк разбивается на планете Сакаар. Ослабленный поездкой, он захвачен и в конечном счёте становится гладиатором, который ранит в лицо тирана и узурпатора — императора Сакаара. Халк становится лидером повстанцев и позже захватывает трон Сакаара, выиграв бой с Красным Королём и его армиями.
После провозглашения Халка императором, судно, используемое, чтобы послать Халка на Сакаар, взрывается, убивая миллионы, включая его беременную королеву, Каеру. Разрушения, вызванные взрывом, повреждают тектонические пластины и почти разрушают планету.
Разгневанный Халк возвращается на Землю вместе с остатками граждан Сакаара и его союзниками, Братством войны, в поисках возмездия Иллюминатам. Он побеждает всех сильнейших героев на Земле, включая Людей Икс и Фантастическую четвёрку. Единственные, кто смог оказать сопротивление Халку, оказываются Джаггернаут и Часовой. Однако Шрам побеждает и их, сначала остановив Джаггернаута, к не малому удивлению последнего, а после вышвырнув Марко в реку, тем самым обезвредив. Во время же битвы с Часовым, их силы постепенно повышались, что угрожало Земле, но Халк смог победить Роберта, тем самым спасая мир. После битвы на Манхэттэне Халк узнаёт, что один из его союзников позволил случиться взрыву. Понимая, что вся война была напрасной, Халк злится до такой степени, что чуть не уничтожает всю планету. Однако, позже выясняется, что он сдерживался, давая Старку вернуть его к форме Брюса Бэннера, и его берут под охрану силы Щ.И.Т.а.

### Смерть и возрождение Халка
17 июля 2016 года, во время событий комикс-кроссовера «Вторая Гражданская война», Халк погибает. Позднее выясняется, что его убил Соколиный глаз, выпустив в голову Бэннера специальную стрелу, которую тот сам изобрёл и отдал Клинту, на случай если он сойдёт с ума и выйдет из-под контроля. Спустя два месяца, в новом выпуске Гражданской войны 2, Халк был воскрешён посредством тёмной магии и стал нежитью, перейдя на сторону зла.

## Характеристика

### Брюс Бэннер
Основа Халка, Брюс Бэннер по-разному изображался разными авторами, но общие темы сохраняются. Бэннер — гений, но лишённый эмоций в большинстве образов. Он разработал гамма-бомбу, ставшую причиной его беды, и иронический поворот его самопричинённой судьбы был одной из самых постоянных общих тем. Ари Каплан описывает персонажа так: «Брюс Бэннер живёт в постоянном состоянии паники, вечно опасаясь, что монстр внутри него вырвется на свободу, и, таким образом, он не может образовать значительные узы с кем-либо».
В процессе издаваемой истории Халка авторы продолжали обрамлять Брюса Бэннера в этих тонах. У разных авторов его раздроблённая личность приводила к превращениям в разные версии Халка. Эти превращения обычно непреднамеренны, и часто авторы связывали превращение с эмоциональными спусковыми механизмами, такими как ярость и страх. С прогрессированием серий разные авторы переделывали Халка, изменяя его личность для отражения изменений в физиологии или психике Бэннера.
Авторы также освежали и изменяли некоторые аспекты личности Бэннера, показывая его эмоционально подавленным, но способным на глубокую любовь к Бетти Росс и разрешение встающих перед ним проблем. Под авторством Пола Дженкинса Бэннер был показан способным беглецом, применяющим дедуктивный метод, чтобы выяснять события, происходящие вокруг него. Когда Бэннер управлял телом Халка, он применял принципы физики к проблемам и вызовам и использовал дедуктивное рассуждение.

### Халк
Во время экспериментального взрыва гамма-бомбы учёный Брюс Бэннер бросился спасать подростка, приехавшего на испытательный полигон. Столкнув мальчишку, Рика Джонса, в траншею, сам Бэннер оказался во взрыве, получив массивную дозу радиации. Позже он очнулся в лазарете, казалось, сравнительно невредимым, но ночью преобразовался в громоздкую серую форму, проломил стену и сбежал. Солдат из последовавшей поисковой партии назвал неопознанное создание «громадиной» (англ. hulk).
Оригинальный вариант Халка часто показывали как простого и быстро приходящего в гнев. Его первые превращения вызывались закатом, а возвращение в Бэннера рассветом; позже изменение стали вызывать эмоции. Хотя при дебюте он был серым, проблемы печати привели к смене цвета на зелёный. В оригинальной истории Халк отделял свою личность от Бэннера, порицая его как «того жалкого слабака на картинке». С самых ранних своих историй Халк был озабочен поиском убежища и тишины и часто показывался быстро и эмоционально реагирующим на ситуации. Греш и Вейнберг назвали Халка «…тёмной, исконной стороной психики (Бэннера)». Даже при самых ранних появлениях Халк говорил о себе в третьем лице. Халк сохранял скромный ум, думая и говоря полными предложениями, и Ли даже дал ему описательный диалог в шестом выпуске, позволив читателям узнать, какие именно способности есть у Халка, когда Халк сказал: «Но эти мускулы не только для вида! Всё, что мне нужно, это подняться и просто продолжать наступать!» В Marvel: Five Fabulous Decades of the World’s Greatest Comics Лес Дэниелс назвал Халка воплощением культурных страхов перед радиацией и ядерной наукой. Он цитирует Джека Кёрби так: «Пока мы экспериментируем с радиоактивностью, неизвестно, что может случиться или сколько наши достижения могут нам стоить». Дэниелс продолжает: «Халк стал самым тревожащим воплощением опасностей, присущих атомному веку».
Хотя Халк обычно является одиночкой, он помог сформировать и Мстителей, и Защитников. Он смог определить, что эти изменения теперь были вызваны эмоциональным стрессом.
В Fantastic Four #12 (март 1963) был показан первый бой Халка с Существом, также как и новый способ Бэннера превращаться в Халка путём использования разработанной им самим гамма-лучевой машины для вызывания изменения. Хотя многие ранние истории Халка включали в себя попытки генерала Таддеуса «Громовержца» Росса поймать или уничтожить Халка, основным злодеем часто был персонаж, подобно Халку, основанный на радиации, вроде Горгульи или Вождя, наряду с другими врагами, такими как Люди-Жабы или азиатский военачальник генерал Фанг. Дочь Росса, Бетти, любила Бэннера и осуждала отца за преследование Халка. Правая рука генерала Росса, майор Гленн Талбот, тоже любил Бетти и разрывался между преследованием Халка и попытками обрести её любовь более честно. Рик Джонс в этих ранних историях действовал как друг и помощник Халка.
Стэн Ли и многие другие сравнивали Халка в этих ранних историях с непонятым созданием Монстром Франкенштейна — концепция, которую Ли хотел исследовать. Он также сравнивал Халка с Големом из иудейских мифов. В The Science of Superheroes Греш и Вейнберг рассмотрели Халка как реакцию на Холодную войну и угрозу ядерной атаки — интерпретация, разделённая Вейнстейном в Up, Up, and Oy Vey. Каплан назвал Халка шизофреником.
В 1970-х Халк был показан как более склонный к гневу и ярости и менее разговорчивый. Авторы играли с его превращениями, ненадолго давая Бэннеру контроль над изменениями и способность поддерживать контроль его формы Халка.
Истории Халка начали включать в себя другие измерения, и в одном Халк встретил императрицу Джареллу. Джарелла при помощи магии передала Халку разум Бэннера и в итоге полюбила его, попросив стать её супругом. Хотя Халк вернулся на Землю прежде, чем смог стать её королём, он ещё вернётся в королевство Джареллы К’ай.
Когда обязанности автора взял на себя Билл Мантло, он вывел персонажа на арену политических комментариев, когда Халк путешествовал в Тель-Авив, Израиль, столкнувшись и с насилием арабо-израильского конфликта, и с еврейской израильской героиней Саброй. Вскоре после этого Халк столкнулся с Арабским Рыцарем, супергероем-бедуином.
Под пером Мантло обезумевший Халк был отправлен на «Перекрёсток Вечности», где выяснилось, что Бэннер пережил в детстве травмы, вызвавшие подавленный гнев Брюса.
Придя к пониманию со своими проблемами, по крайней мере, на время, Халк и Бэннер физически разделились под пером Джона Байрна. Отделённый от Халка Доком Самсоном Бэннер был завербован правительством США создать Истребителей Халка, правительственную команду, посвящённую поимке Халка. Брюс и Бетти поженились, но изменение в персонаже Байрном было повёрнуто вспять Элом Милгромом, который воссоединил две личности и с выпуска № 324 вернул Халка к его серому цвету после второго посещения К’ай и его некогда любви Джареллы.
Вскоре после возвращения на Землю Халк принял личность «Джо Фиксита», теневой закулисной фигуры, работающей в Лас-Вегасе от имени нечистого на руку владельца казино Майкла Беренгетти. Месяцы Бэннер был подавлен в разуме Халка, но медленно начал появляться вновь. Халк и Бэннер начали меняться взад-вперёд на закате и рассвете, как изначально было с персонажем, но на сей раз они работали вместе, чтобы достичь целей их обоих, используя для общения записки. В The Incredible Hulk #333 Вождь описал личность Серого Халка как сильнейшую в ночь новолуния и слабейшую в ночь полнолуния. В конечном счёте снова начал проявляться зелёный Халк.
В выпуске № 377 Дэвид преобразовал Халка вновь. Доктор Леонард Самсон заручился услугами Инспектора манежа, чтобы загипнотизировать Брюса Бэннера и заставить его, Дикого Халка (Зелёного Халка) и Мистера Фиксита (Серого Халка) столкнуться с прошлым насилием, причинённым Бэннеру его отцом Брайаном Бэннером. Во время сеанса три личности столкнулись с «Халком Вины», который садистски мучил их с насилием отца Бэннера. Осадив это насилие, появился новый, более крупный и умный, Халк, полностью заменивший личности «человека» Брюса Бэннера и Халка. Этот Халк был высшей точкой трёх аспектов Бэннера. Он обладал большой силой Дикого Халка, хитростью серого Халка и интеллектом Брюса Бэннера.
Затем Питер Дэвид представил Халка Пантеону, скрытой организации, построенной вокруг обширной семьи людей со сверхсилами. Члены семьи, в основном, дальние кузены друг друга, носили кодовые имена, основанные на мифах Троянской войны и были потомками основателя группы, Агамемнона. Когда Агамемнон ушёл, он оставил Халка во главе организации. Сюжет закончился, когда выяснилось, что Агамемнон продал своего отпрыска инопланетной расе, чтобы получить силу. Халк возглавил Пантеон против инопланетян, а затем двинулся дальше.
Вскоре после этого Халк столкнулся с развращённым вариантом себя из будущего по имени Маэстро. Приведённый в будущее, Халк объединился с Риком Джонсом, ныне стариком, в попытке уничтожить тирана Маэстро. Неспособный остановить его каким-либо другим путём, Халк использовал машину времени, которая привела его в будущее, чтобы отправить Маэстро назад в сердце самого испытания гамма-бомбы, породившего Халка.
В 1998-м Дэвид последовал предложению редактора Бобби Чейза и написал сюжет, сконцентрированный на смерти Бетти Росс. Бетти получила отравление радиацией, и отчаявшийся генерал Громовержец Росс работал вместе с Бэннером, надеясь её спасти, но они потерпели неудачу и Бетти умерла. После этого Дэвид ушёл из Marvel, вследствие конфликта насчёт направления серии.
Шло время, и статус-кво персонажа менялся. В 2007 году произошло одно из важнейших событий в жизни персонажа — стараниями сценаристов группа «Иллюминаты» (Мистер Фантастик, Железный человек, Чёрный Гром и Доктор Стрэндж, также в группу входит Профессор Икс, но на момент события его не было) отправляют Халка на далёкую планету, выбранную Ридом Ричардсом, мотивируя это тем, что «ты всегда хотел быть один». Однако Иллюминаты не предусмотрели гнева Халка, корабль сбился с курса и рухнул на выжженной войной и диктатом планете Сакаар, где Халк стал гладиатором, а позже правителем. После внутреннего конфликта на планете прогремел взрыв, уничтоживший почти всё население Сакаара. Один из друзей Халка знал виновных, но не рассказал ему, дабы тот обвинил в этом Иллюминатов. Халк вернулся на Землю и начал мстить. Он достиг всех своих целей, но узнал о предательстве и сдался. Позднее, с появлением Красного Халка, Халк исчез (был поглощён Красным Халком), но в номере 610 комикса Incredible Hulk произошло триумфальное возвращение Халка.

## Способности
- Суперсила. Халк обладает невообразимым уровнем физической силы, его физическая сила безгранична, так как увеличивается пропорционально эмоциональному напряжению, в частности гневу. Обладая неизмеримой силой, Халк совершил колоссальные подвиги, среди которых: удержание на плечах горы, массой в 150 млрд тонн[37]; скрепление тектонических плит на планете Сакаар[38]; держал на себе вес нейтронной звезды[39]; уничтожение физической оболочки Натиска[40], достигшего могущества Целестиал; останавливал дважды Джаггернаута, голыми руками; одним ударом разрушил временной барьер и наносил атаки, волны от которых проходили бесконечное количество измерений, что равносильно удару бесконечной силы. Халк легко вырубал Джаггернаута, побеждал Тора, а также Мстителей и Людей Икс в одиночку. А Пре-реткон Потусторонний, сущность в миллионы раз могущественнее всей Мультивселенной, сказал, что сила Халка не имеет предела[41].
- Суперскорость. Несмотря на громадный размер, Халк способен при беге развивать гиперзвуковую скорость, которая повышается с гневом. Он двигался так быстро, что Агенты Щ. И. Т.а и Соколиный глаз даже не заметили. Однако, скорость Халка не может расти бесконечно, как сила, так как если он достаточно разозлится, его ноги буквально разрушают землю под ним. Док Грин, экспериментируя в лаборатории, взбалтывал в руке пробирку в тысячи раз быстрее, чем любая центрифуга. Было показано, как он плавал со скоростью 80 узлов, а также вращался с такой скоростью, что Мистер Фантастик не смог его схватить. Используя свои суперсильные мускулы ног, Халк способен перепрыгивать колоссальные расстояния за один прыжок, включая целые континенты. Известно, что при прыжке Халк развивает вторую космическую скорость. Этим объясняется тот факт, как он смог выпрыгнуть на орбиту Земли[42][43].
- Неуязвимость и исцеляющий фактор. Кожа Халка неуязвима к любым повреждениям, температурам и давлениям. Однако, несмотря на огромную прочность, его можно ранить неразрушимыми металлами вроде адамантия или вибраниума. Тогда в дело вступает регенерация. Например, Скаар отрубил Шраму руку, но она приросла, даже не успев отвалиться; также легко переносит декапитацию: андроид отсёк Халку голову щитом Капитана Америки, но тот легко оправился после этого. Халк также неуязвим к атомному воздействию, то есть его нельзя уменьшить, увеличить, превратить в другое вещество, например камень или лёд, перестроить или расщепить[44][45]. Во время Мировой Войны Халка Доктор Стрэндж не смог стереть Зелёного Шрама из реальности, а Маэстро смог пережить варп Мультивселенной Марвел[46]. Стойкость и регенерация Халка резко повышается с гневом[47], так Дикий Халк выдерживал взрывы звёзд[48][49], уничтожение тёмного космоса, когда он был в ярости, адамантиевые пули уже не пробивали его кожу, в то время как разрушитель миров пережил взрыв измерения, мощность которого была равна взрыву вселенной.
- Адаптация. Организм Халка уникален по своей природе. Он абсолютно невосприимчив к любым вирусам, заболеваниям, ядам и токсинам. Ни один патоген не смог выжить в его крови больше микросекунды. Из-за адаптации организма, длящейся от 2 секунд до 2 минут, Халк способен на психологическом и физическом уровне противодействовать угрозе, таким образом, он может выжить в любых условиях и противостоять любым сверхспособностям. Халку не нужен воздух, еда, вода и сон, а также он способен дышать под водой и неуязвим к ментальным атакам[50] благодаря всё той же адаптации.
- Абсорбция. Халк способен также поглощать радиацию и тёмную магию, прибавляя сил самому себе.
- Эмпатия. Но главная способность Халка — получение сил эмпатическим путём. Ведь когда он в гневе, все характеристики резко повышаются, причём верхнего предела у его ярости и сил нет.
- Бессмертие. Каждый раз, когда Халк погибает, появляется так называемая метафорическая дверь, пройдя через которую, он способен вернуться из мёртвых.
- Гениальный интеллект. Как Брюс Бэннер (и Объединённый/Профессор Халк) он считается одним из величайших умов Земли. Он эксперт в областях биологии, химии, инженерии и физиологии и имеет докторскую степень в области ядерной физики. Он обладает «разумом настолько гениальным, что его нельзя ограничить каким-либо тестом на интеллект»[51]. Было сказано, что, благодаря уму Бэннера, Халк имеет математическое видение мира, и что за все годы из-за него не пострадал ни один человек, так как он всегда рассчитывает свои действия. Также это позволяет Халку точно выбирать место приземления.

## Второстепенные персонажи
За долгую историю публикаций приключений Халка играли заметную роль многие периодически появляющиеся персонажи, такие как его сайдкик Рик Джонс, возлюбленная Бетти Росс и её отец, часто враждебный, генерал Громовержец Росс.

## Другие версии

### Marvel 2099
В этой серии, рассказывающей о будущем вселенной Marvel, новым Халком стал работник киностудии Джон Эйзенхарт, который пытался узнать информацию о Рыцарях Бэннера — культе фанатов Брюса, которые пытались создать его преемника. Джон хотел купить их историю как основу киносценария, но они отказались, и Эйзенхарт попытался сдать их полиции. Однако получившаяся в результате этого битва вышла такой жестокой, что Джон из чувства вины присоединился в ней к Рыцарям. Один из них, Гавейн, решил прекратить битву, убив всех с помощью гамма-излучателя, но случайно попал в Джона. Однако это не убило Эйзенхарта, а исполнило мечту рыцарей: Джон стал Халком 2099, в виде которого быстро окончил битву, после чего стал очередным защитником будущего.
Этот футуристический Халк заметно отличается от своего прототипа: очень долго Джон полностью сохранял в виде Халка свой разум и самоконтроль (и даже превращался именно по желанию), но со временем его личность также раздвоилась, а превращения стали вызываться гневом. Внешность также серьёзно отличается: его волосы длинные (причём они растут не только из головы, но и из плеч), а ещё он имеет острые, как бритва, когти и зубы (что придаёт ему очень страшный вид), которые могут прорезать металл.

### Ultimate Marvel
В отличие от предыдущих версий Халка, Ultimate Халк в первую очередь представляет собой злодейскую угрозу, а не супергероя, а также каннибала.
Выжил в Ультиматуме, и был в Ultimate End.

### Old Man Logan
Халк, стал в Old Man Logan основателем, руководителем и отцом «Банды Халка».

## Халк вне комиксов

### Кино
- Фильм «Халк», история которого сосредотачивается на происхождении персонажа, был снят режиссёром Энгом Ли в 2003 году. Главным антагонистом фильма является отец Брюса Бэннера — Дэвид Бэннер[англ.] сыгранный американским актёром Ником Нолти, но, в отличие от комиксов, в результате гамма-облучения он становится Поглотителем[52]. На роль Брюса Бэннера на данный фильм и его два сиквела был выбран австралийский киноактёр Эрик Бана ещё в 2001 году[53]. Эдвард Нортон, актёр, сыгравший Брюса Бэннера в фильме 2008 года, выразил интерес к данной картине, но был разочарован сценарием и отказался от участия[54][55]. Самого Халка озвучил Лу Ферриньо, сыгравший в фильме камео-роль охранника.

#### Кинематографическая вселенная Marvel
- Фильм «Невероятный Халк» режиссёра Луи Летерье, выпущенный в 2008 году, является перезапуском предыдущего фильма[56]. Фильм восстанавливает оригинальную историю Брюса Бэннера, где он становится Халком в результате эксперимента по воссозданию сыворотки аналогичной той, которая была использована при эксперименте над Стивом Роджерсом. Роль доктора Бэннера сыграл Эдвард Нортон, а главным антагонистом в этом фильме является Эмиль Блонский, один из завербованных солдат Генерала Росса. Также, Нортон очень часто менял сценарий для фильма, так как считал, что фильм про супергероев должен быть ориентирован не только на 13-летних подростков[55][57]. Как и в фильме 2003 года, Лу Ферриньо озвучил Халка и сыграл аналогичную камео-роль охранника.
- В фильме «Мстители» режиссёра Джозефа Уидона, выпущенном в 2012 году, Брюса Бэннера сыграл Марк Руффало. Это первый фильм, в котором модель Халка составлялась не с помощью компьютерной графики, а при использовании технологии захвата движений.
- В фильме «Железный человек 3» 2013 года Брюс Бэннер, вновь сыгранный Марком Руффало, появился после титров.
- В фильме «Мстители: Эра Альтрона» 2015 года доктора Брюса Бэннера вновь сыграл Марк Руффало. На этот раз Доктор Бэннер в составе Мстителей сражался против искусственного интеллекта под названием Альтрон, созданного Тони Старком для борьбы с преступностью. Также в фильме мы узнаём, что доктор Бэннер и Наташа Романофф испытывают друг к другу романтические чувства. Бэннер опасается своего альтер эго и боится причинить боль Наташе, из-за чего после победы над Альтроном вынужден «залечь на дно». По словам Ника Фьюри, Халк добрался вплавь до Фиджи.
- В фильме «Человек-паук: Возвращение домой» портрет Брюса Бэннера находится в школе Питера Паркера, где его считают одним из лучших учёных в мире.
- Халк в исполнении Марка Руффало вернулся на экраны в фильме «Тор: Рагнарёк», который вышел в 2017 году. Его сюжетная линия основана на комиксе «Планета Халка». По сюжету он после битвы в Заковии в квинджете попадает на планету Сакаар, где становится гладиатором, а позже чемпионом гладиаторских боёв. После встречи и последующей за ней битвы с Тором на арене, последний помогает Халку принять облик Бэннера, и они вместе отправляются спасать Асгард от богини смерти Хелы. Бэннер заявляет, что, превратившись в Халка, он больше не сможет принять человеческий облик, но несмотря на это, он всё же принимает облик Халка, чтобы победить гигантского волка Фенрира. В конце фильма он остаётся со спасшимися асгардианцами.
- Марк Руффало снова повторил роль Халка в фильме «Мстители: Война бесконечности», который вышел в 2018 году. В начале фильма корабль Таноса нападает на асгардцев. Халк сражается с Таносом и терпит поражение. Хеймдалль спасает его, отправив через Биврёст на Землю. Халк приземляется в Санктум Санкторум и превращается в Брюса Бэннера. Далее по сюжету он не может превратиться в Халка, когда настаёт время битвы. В результате он отправляется в Ваканду, где надевает Халкбастер и сражается с армией Таноса.
- Марк Руффало также сыграл Брюса Бэннера в сцене после титров фильма «Капитан Марвел».
- Марк Руффало также сыграл Халка в «Мстителях: Финал» в 2019 году. По сюжету ему удаётся совместить ум Бэннера и силу Халка в одном теле. Вместе с другими Мстителями он путешествует во времени, чтобы найти Камни Бесконечности. Халк попадает во время битвы за Нью-Йорк в 2012 году и встречается с Древней, уговаривая её отдать Камень Времени. Вернувшись, Халк надевает Перчатку Бесконечности и щёлкает пальцами, тем самым возвращая к жизни тех, кто испарился от щелчка Таноса.
- Марк Руффало повторил роль Брюса Бэннера в сцене после титров фильма «Шан-Чи и легенда десяти колец».

- Марк Руффало вернётся к роли Халка в предстоящем фильме «Человек-паук: Совершенно новый день».

### Телевидение
- В телевизионных фильмах 1977—82 и 88—90 годов Брюса Бэннера сыграл Билл Биксби, а Халка — Лу Ферриньо. Для роли актёра раскрашивали зелёной краской и надевали бледно-зелёные контактные линзы.
- Марк Руффало вернулся к роли Брюса Бэннера в сериале «Женщина-Халк: Адвокат», который вышел на Disney+ в 2022 году.

### Мультсериалы
- Халк является одним из пяти главных героев в серии мультсериалов «Супергерои Marvel» 1966 года, где Халка озвучил Макс Фергусон, а его альтер эго Брюса Бэннера — Пол Соулс.
- В сериале «Невероятный Халк» 1982-83 годов Халка озвучил Боб Холт, а Брюса Бэннера — Майкл Белл.
- В сериале «Невероятный Халк» 1996-97 годов Халка озвучил Лу Ферриньо, а Брюса Бэннера — Нил МакДонаф.
- Рон Перлман озвучил Халка в сериалах 1995—1996 года во втором сезоне «Фантастическая Четвёрка» 22 — Зелёный кошмар и «Железный человек» 24 — Битва с Халком, в каждом из которых Халк появлялся в одной серии.
- Халк появляется в одной серии сериала «Фантастическая четвёрка: Величайшие герои мира», где его озвучил Марк Гиббон, а Брюса Бэннера — Эндрю Кавадас.
- Фред Таташор озвучил Халка, а Габриэль Манн — Брюса Бэннера в мультсериале «Росомаха и Люди Икс».
- Марк Гиббон озвучил Халка в мультсериале «Железный человек: Приключения в броне».
- Халк является одним из главных действующих лиц мультсериала «Мстители: Могучие герои Земли», где Халка озвучил Фред Таташор, а Брюса Бэннера — Габриэль Манн.
- Халк появился в нескольких сериях мультсериала «Великий Человек-паук», где его снова озвучил Фред Таташор.
- Халк, вновь озвученный Фредом Таташором, является одним главным героем мультсериала «Халк и агенты У.Д.А.Р.»
- Халк является одним из главных героев мультсериала «Мстители, общий сбор!», где его снова озвучил Фред Таташор. А также он мельком появляется в облике Маэстро.
- Халк появляется в мультсериале «Человек-паук» 2017 года.
- Марк Руффало озвучил Брюса Бэннера в нескольких сериях мультсериала «Что, если…?», где показаны альтернативные события киновселенной Marvel.

### Полнометражные мультфильмы
- Фред Таташор также озвучил Халка в нескольких полнометражных мультфильмах:
  - в мультфильме «Ultimate Мстители» и его продолжении «Ultimate Мстители 2», где Брюса Бэннера озвучил Майкл Масси;
  - в мультфильме «Новые Мстители: Герои завтрашнего дня», где Брюса Бэннера озвучил Кен Крамер;
  - в мультфильмах «Халк против Росомахи» и «Халк против Тора», где Брюса Бэннера озвучил Брайс Джонсон;
  - в мультфильмах «Железный человек и Халк: Союз героев» и «Железный человек и Капитан Америка: Союз героев»;
  - в мультфильме «Финес и Ферб: Миссия Marvel»;
  - в аниме «Секретные материалы Мстителей: Чёрная вдова и Каратель».
  - в мультфильме «Приключения супергероев: Морозный бой»
  - в мультфильме «Халк: Где обитают чудовища», где Брюса Бэннера озвучил Джесси Бёрч.
- Халк, озвученный Риком Вассерманом, является главным героем мультфильма «Планета Халка», созданного по мотивам одноимённого комикса. Это стал первый мультфильм, где Халк не появляется как Брюс Бэннер.

### Видеоигры
Появляется в таких видеоиграх, как:
- Hulk: The Video Game
- Questprobe.
- The Incredible Hulk: Ultimate Destruction.
- Marvel Super Heroes: War of the Gems.
- Marvel Super Heroes.
  - В серии игр Marvel vs. Capcom:
- Marvel Super Heroes vs. Street Fighter.
- Marvel vs. Capcom: Clash of Super Heroes.
- Marvel vs. Capcom 2: New Age of Heroes.
- Marvel vs. Capcom 3: Fate of Two Worlds.
- Ultimate Marvel vs. Capcom 3.
  - Есть как босс в игре Fantastic Four.
  - Главный герой в игре по одноимённому фильму 2003 года Hulk.
- Marvel Nemesis: Rise of the Imperfects.
  - Упоминается в игре Ultimate Spider-Man.
  - Появляется как Брюс Баннер в игре Marvel: Ultimate Alliance, как Халк появляется в дополнении на Xbox 360.
  - Главный герой в игре по одноимённому фильму 2008 года The Incredible Hulk.
- Marvel: Ultimate Alliance 2.
- Marvel Super Hero Squad.
- Marvel Super Hero Squad: Comic Combat.
- Marvel Super Hero Squad: The Infinity Gauntlet.
  - Нарисован на афише в мире 2099 года в игре Spider-Man: Shattered Dimensions.
- Marvel Super Hero Squad Online.
  - Загружаемый персонаж в игре LittleBigPlanet.
  - В игре на Facebook Marvel: Avengers Alliance.
- Marvel Avengers: Battle for Earth.
  - В онлайн игре Marvel Heroes.
- Lego Marvel Super Heroes.
  - Его костюм доступен в игре Club Penguin.
- Marvel Avengers Alliance Tactics.
- Disney Infinity: Marvel Super Heroes.
- Disney Infinity 3.0.
- Marvel: Contest Of Champions.
- Играбельный персонаж в Marvel Future Fight.
- В Lego Marvel`s Avengers появляется с версиями из фильмов «Мстители» и «Мстители: Эра Альтрона».
- В Lego Marvel Super Heroes 2 появляется в классической, средневековой и бронированной интерпретациях.

## Отсылки в других произведениях
- «Симпсоны»: покрытый зелёной краской взбешённый Гомер в серии I Am Furious (Yellow).
- «Черепашки-ниндзя» (1987): в серии «Наполеон Бонаквак: Болотный гигант» облитый экспериментальным мутагеном лягушка-мутант Наполеон увеличивается и начинает крушить город.
- «Червяк Джим»: говорящий щенок Питер в стрессовых ситуациях превращается в гигантского красного монстра.

## Критика и отзывы
В мае 2011 года Халк занял 9 место в списке 100 лучших героев комиксов по версии IGN.